# Kuris
Kuris (en arménien Կուրիս) est une communauté rurale du marz de Syunik en Arménie. En 2011, elle compte 66 habitants.

## Géographie

### Situation
Kuris est située à 15 km de la ville de Meghri et à 85 km de Kapan, la capitale régionale.

### Topographie
L'altitude moyenne de Kuris est de 1 365 m ; la localité est située sur les pentes du Zanguezour.

### Hydrographie
Kuris est traversée par la rivière Meghri.

### Territoire
La communauté couvre 2 013 hectares, dont :
- 664 ha de terrains agricoles ;
- 275 ha de terrains industriels ;
- 6 ha alloués aux infrastructures énergétiques, de transport, de communication, etc. ;
- 1 023 ha d'aires protégées ;
- 1 ha d'eau[3].

## Politique
Le maire (ou plus correctement le chef de la communauté) de Kuris est depuis 2007 Surik Grigoryan, membre du Parti républicain d'Arménie.
| Début | Fin      | Nom             | Parti                       |
| ----- | -------- | --------------- | --------------------------- |
| 2007  | 2011     | Surik Grigoryan | Parti républicain d'Arménie |
| 2011  | En cours | Surik Grigoryan | Parti républicain d'Arménie |

## Économie
L'économie de la communauté repose principalement sur l'agriculture.

## Démographie
| 2001 | 2008 | 2011 |
| ---- | ---- | ---- |
| 112  | 79   | 66   |